# 8e arrondissement (Parijs)
Het 8e arrondissement is een van de 20 arrondissementen van Parijs. De oppervlakte bedraagt 3,881 km².

## Wijken
Zoals alle arrondissementen, is ook het 8e opgedeeld in vier wijken (Quartiers in het Frans).
- Quartier des Champs-Élysées
- Quartier du Faubourg-du-Roule
- Quartier de la Madeleine
- Quartier de l'Europe

## Bezienswaardigheden
- Grand Palais

### Kerken
- Chapelle Notre-Dame de Consolation ter nagedachtenis aan de brand van de Bazar de la Charité
- Église de la Madeleine
- Église Saint-Augustin

### Pleinen en straten
- Avenue des Champs-Élysées
- Avenue Montaigne met het Théâtre des Champs-Élysées
- Place de l'Étoile met de Arc de Triomphe
- Place de la Concorde

## Bevolking
| Jaar | Bevolking | Dichtheid      |
| ---- | --------- | -------------- |
| 1891 | 107.485   | 27.695 inw/km² |
| 1962 | 74.577    | 19.216 inw/km² |
| 1968 | 67.897    | 17.495 inw/km² |
| 1975 | 52.999    | 13.656 inw/km² |
| 1982 | 46.403    | 11.956 inw/km² |
| 1990 | 40.814    | 10.516 inw/km² |
| 1999 | 39.314    | 10.130 inw/km² |
| 2015 | 36.694    | 9.455 inw/km²  |

## Trivia
Het gemeentehuis (mairie) is sinds 1926 gevestigd in het voormalige herenhuis hôtel Cail van de industrieel Jean-François Cail (1804-1871).
- Bibliothèque nationale de France: cb11968963d (data)
- Gemeinsame Normdatei: 4499802-8
- Library of Congress Control Number: n84100051
- Nationale Bibliotheek van Israël: 987007564656805171
- Système universitaire de documentation: 058660852
- Virtual International Authority File: 137256076
- WorldCat: E39PBJfGQTdFDjmJfxwrWhWqwC